# Trent Sainsbury
Trent Lucas Sainsbury (Perth, 5 januari 1992) is een Australisch voetballer met tevens de Britse nationaliteit. Hij speelt doorgaans als verdediger. Hij tekende in augustus 2019 tot medio 2021 bij Maccabi Haifa, dat hem transfervrij overnam van PSV. Op 19 augustus 2020 tekende Sainsbury een contract bij het Belgische KV Kortrijk nadat zijn contract bij Maccabi Haifa werd ontbonden. Sainsbury debuteerde in 2014 in het Australisch voetbalelftal.

## Loopbaan

### Central Coast Mariners
In 2010 kwam Sainsbury over van AIS, deze club speelt alleen in de Australische jeugdcompetities. Zijn debuut maakte hij in de wedstrijd tegen de Newcastle United Jets op 24 november. Zijn echte doorbraak kwam in het seizoen 2012/13, samen met Patrick Zwaanswijk vormde hij het centrale duo bij de Mariners. Dat jaar werd ook de titel behaald in de A-League-finalewedstrijden.

### PEC Zwolle
Op 31 januari 2014 werd bekendgemaakt dat Sainsbury overkwam naar PEC Zwolle. Hij tekende een contract voor tweeënhalf seizoen met een optie voor nog een seizoen. Hij debuteerde op 6 februari, ondanks een jetlag, als basisspeler in de met 1–2 gewonnen uitwedstrijd tegen FC Utrecht. Hij viel na 72 minuten uit nadat hij zijn knieschijf brak toen hij neerkwam op een sproeikop in het veld. Na twee seizoenen en 34 wedstrijden verliet hij PEC Zwolle om te gaan spelen voor Jiangsu Suning.

## Clubstatistieken
| Seizoen                    | Club                   | Competitie         | Competitie | Competitie | Beker | Beker | Internationaal | Internationaal | Overig | Overig | Totaal | Totaal |
| Seizoen                    | Club                   | Competitie         | Wed.       | Dlp.       | Wed.  | Dlp.  | Wed.           | Dlp.           | Wed.   | Dlp.   | Wed.   | Dlp.   |
| -------------------------- | ---------------------- | ------------------ | ---------- | ---------- | ----- | ----- | -------------- | -------------- | ------ | ------ | ------ | ------ |
| 2010/11                    | Central Coast Mariners | A-League           | 9          | 0          | 0     | 0     | 0              | 0              | 0      | 0      | 9      | 0      |
| 2011/12                    | Central Coast Mariners | A-League           | 9          | 0          | 0     | 0     | 2              | 0              | 0      | 0      | 11     | 0      |
| 2012/13                    | Central Coast Mariners | A-League           | 26         | 0          | 0     | 0     | 7              | 1              | 0      | 0      | 33     | 1      |
| 2013/14                    | Central Coast Mariners | A-League           | 16         | 1          | 0     | 0     | 0              | 0              | 0      | 0      | 16     | 1      |
| 2013/14                    | PEC Zwolle             | Eredivisie         | 1          | 0          | 0     | 0     | 0              | 0              | 0      | 0      | 1      | 0      |
| 2014/15                    | PEC Zwolle             | Eredivisie         | 17         | 0          | 3     | 0     | 2              | 0              | 2      | 0      | 24     | 0      |
| 2015/16                    | PEC Zwolle             | Eredivisie         | 9          | 1          | 0     | 0     | 0              | 0              | 0      | 0      | 9      | 1      |
| 2016                       | Jiangsu Suning FC      | China Super League | 29         | 2          | 3     | 0     | 6              | 0              | 1      | 0      | 39     | 2      |
| 2016/17                    | → Internazionale       | Serie A            | 1          | 0          | 0     | 0     | 0              | 0              | 0      | 0      | 1      | 0      |
| 2017                       | Jiangsu Suning FC      | China Super League | 5          | 0          | 0     | 0     | 0              | 0              | 0      | 0      | 5      | 0      |
| 2017/18                    | → Grasshopper          | Super League       | 9          | 0          | 0     | 0     | 0              | 0              | 0      | 0      | 9      | 0      |
| 2018/19                    | PSV                    | Eredivisie         | 5          | 0          | 2     | 1     | 2              | 0              | 0      | 0      | 9      | 1      |
| 2019/20                    | PSV                    | Eredivisie         | 1          | 0          | 0     | 0     | 0              | 0              | 0      | 0      | 1      | 0      |
| 2019/20                    | Maccabi Haifa          | Ligat Ha'Al        | 31         | 2          | 2     | 0     | 0              | 0              | 0      | 0      | 33     | 2      |
| 2020/21                    | KV Kortrijk            | Jupiler Pro League | 17         | 2          | 2     | 0     | 0              | 0              | 0      | 0      | 19     | 2      |
| 2021/22                    | KV Kortrijk            | Jupiler Pro League | 28         | 4          | 3     | 0     | 0              | 0              | 0      | 0      | 31     | 4      |
| Carrière totaal            | Carrière totaal        | Carrière totaal    | 213        | 12         | 15    | 1     | 19             | 1              | 3      | 0      | 250    | 14     |
| Bijgewerkt t/m 5 juli 2022 |                        |                    |            |            |       |       |                |                |        |        |        |        |

## Interlandcarrière
Op 4 september 2014 maakte hij zijn debuut bij Australië in een oefenwedstrijd in en tegen België. Op 27 januari 2015 maakte hij in de halve finale van het Aziatisch kampioenschap voetbal 2015 tegen de Verenigde Arabische Emiraten zijn eerste interlanddoelpunt door na drie minuten een hoekschop binnen te koppen. Sainsbury nam in juni 2017 met Australië deel aan de FIFA Confederations Cup in Rusland, waar in de groepsfase eenmaal werd verloren en tweemaal werd gelijkgespeeld.
| Interlands van Trent Sainsbury voor Australië | Interlands van Trent Sainsbury voor Australië | Interlands van Trent Sainsbury voor Australië | Interlands van Trent Sainsbury voor Australië | Interlands van Trent Sainsbury voor Australië | Interlands van Trent Sainsbury voor Australië |
| No.                                           | Datum                                         | Wedstrijd                                     | Uitslag                                       | Soort wedstrijd                               | Doelpunten                                    |
| Als speler bij PEC Zwolle                     | Als speler bij PEC Zwolle                     | Als speler bij PEC Zwolle                     | Als speler bij PEC Zwolle                     | Als speler bij PEC Zwolle                     | Als speler bij PEC Zwolle                     |
| --------------------------------------------- | --------------------------------------------- | --------------------------------------------- | --------------------------------------------- | --------------------------------------------- | --------------------------------------------- |
| 1.                                            | 4 september 2014                              | België – Australië                            | 2 – 0                                         | Vriendschappelijk                             | 0                                             |
| 2.                                            | 8 september 2014                              | Saoedi-Arabië – Australië                     | 2 – 3                                         | Vriendschappelijk                             | 0                                             |
| 3.                                            | 10 oktober 2014                               | Verenigde Arabische Emiraten – Australië      | 0 – 0                                         | Vriendschappelijk                             | 0                                             |
| 4.                                            | 18 november 2014                              | Japan – Australië                             | 2 – 1                                         | Vriendschappelijk                             | 0                                             |
| 5.                                            | 9 januari 2015                                | Australië – Koeweit                           | 4 – 1                                         | Aziatisch kampioenschap                       | 0                                             |
| 6.                                            | 13 januari 2015                               | Oman – Australië                              | 0 – 4                                         | Aziatisch kampioenschap                       | 0                                             |
| 7.                                            | 17 januari 2015                               | Australië – Zuid-Korea                        | 0 – 1                                         | Aziatisch kampioenschap                       | 0                                             |
| 8.                                            | 22 januari 2015                               | China – Australië                             | 0 – 2                                         | Aziatisch kampioenschap                       | 0                                             |
| 9.                                            | 27 januari 2015                               | Australië – Verenigde Arabische Emiraten      | 2 – 0                                         | Aziatisch kampioenschap                       | 1                                             |
| 10.                                           | 31 januari 2015                               | Zuid-Korea – Australië                        | 1 – 2 (n.v.)                                  | Aziatisch kampioenschap                       | 0                                             |
| 11.                                           | 30 maart 2015                                 | Macedonië – Australië                         | 0 – 0                                         | Vriendschappelijk                             | 0                                             |
| 12.                                           | 12 november 2015                              | Australië – Kirgizië                          | 3 – 0                                         | Kwalificatie WK 2018                          | 0                                             |
| 13.                                           | 24 maart 2016                                 | Australië – Tadzjikistan                      | 7 – 0                                         | Kwalificatie WK 2018                          | 0                                             |
| 14.                                           | 29 maart 2016                                 | Australië – Jordanië                          | 5 – 1                                         | Kwalificatie WK 2018                          | 0                                             |
| 15.                                           | 4 juni 2016                                   | Australië – Griekenland                       | 1 – 0                                         | Vriendschappelijk                             | 0                                             |
| 16.                                           | 7 juni 2016                                   | Australië – Griekenland                       | 1 – 2                                         | Vriendschappelijk                             | 1                                             |
| 17.                                           | 1 september 2016                              | Australië – Irak                              | 2 – 0                                         | Kwalificatie WK 2018                          | 0                                             |
| 18.                                           | 6 september 2016                              | Verenigde Arabische Emiraten – Australië      | 0 – 1                                         | Kwalificatie WK 2018                          | 0                                             |
| 19.                                           | 6 oktober 2016                                | Saoedi-Arabië – Australië                     | 2 – 2                                         | Kwalificatie WK 2018                          | 1                                             |
| 20.                                           | 11 oktober 2016                               | Australië – Japan                             | 1 – 1                                         | Kwalificatie WK 2018                          | 0                                             |
| 21.                                           | 15 november 2016                              | Thailand – Australië                          | 2 – 2                                         | Kwalificatie WK 2018                          | 0                                             |
| 22.                                           | 28 maart 2017                                 | Australië – Verenigde Arabische Emiraten      | 2 – 0                                         | Kwalificatie WK 2018                          | 0                                             |
| 23.                                           | 8 juni 2017                                   | Australië – Saoedi-Arabië                     | 3 – 2                                         | Kwalificatie WK 2018                          | 0                                             |
| 24.                                           | 13 juni 2017                                  | Australië – Brazilië                          | 0 – 4                                         | Vriendschappelijk                             | 0                                             |
| 25.                                           | 19 juni 2017                                  | Australië – Duitsland                         | 2 – 3                                         | Confederations Cup                            | 0                                             |
| 26.                                           | 22 juni 2017                                  | Kameroen – Australië                          | 1 – 1                                         | Confederations Cup                            | 0                                             |
| 27.                                           | 25 juni 2017                                  | Chili – Australië                             | 1 – 1                                         | Confederations Cup                            | 0                                             |

## Erelijst
Als speler
| Competitie             |                        |                        |                        |                        |
| Competitie             | Aantal                 | Jaren                  |                        |                        |
| Central Coast Mariners | Central Coast Mariners | Central Coast Mariners | Central Coast Mariners | Central Coast Mariners |
| ---------------------- | ---------------------- | ---------------------- | ---------------------- | ---------------------- |
| A-League Premiership   | 1x                     | 2011/12                |                        |                        |
| A-League Championship  | 1x                     | 2012/13                |                        |                        |
| PEC Zwolle             |                        |                        |                        |                        |
| KNVB beker             | 1x                     | 2013/14                |                        |                        |
| Johan Cruijff Schaal   | 1x                     | 2014                   |                        |                        |

| Competitie                                       | Winnaar            | Winnaar            | Runner-up          | Runner-up          | Derde              | Derde              |
| Competitie                                       | Aantal             | Jaren              | Aantal             | Jaren              | Aantal             | Jaren              |
| Australië onder 16                               | Australië onder 16 | Australië onder 16 | Australië onder 16 | Australië onder 16 | Australië onder 16 | Australië onder 16 |
| ------------------------------------------------ | ------------------ | ------------------ | ------------------ | ------------------ | ------------------ | ------------------ |
| Zuidoost-Aziatisch voetbalkampioenschap onder 16 | 1x                 | 2008               |                    |                    |                    |                    |
| Australië                                        |                    |                    |                    |                    |                    |                    |
| Aziatisch voetbalkampioenschap                   | 1x                 | 2015               |                    |                    |                    |                    |

Individueel
| Nationaal                                  |    |         |
| Central Coast Mariners speler van het jaar | 1x | 2012/13 |